# Hans Nebelung
Hans Nebelung (* 7. Januar 1924; † 5. Juni 2005) war ein  deutscher Fußballspieler, der in den erstklassigen Fußball-Oberligen Nord und Südwest in den Jahren 1952 bis 1958 insgesamt 89 Ligaspiele mit 16 Toren für die Vereine VfB Lübeck (58/15) und 1. FSV Mainz 05 (31/1)  absolviert hat.

## Laufbahn

### VfB Lübeck, 1952 bis 1954
Der aus Sachsen-Anhalt stammende Offensivspieler Nebelung war aus Halle an der Saale nach dem Zweiten Weltkrieg über die Harz-Stationen Osterode und TSV Goslar zur Saison 1952/53 zum Aufsteiger in die Oberliga Nord, den VfB Lübeck, gekommen. Neben dem Mann aus Goslar wurden von den Grün-Weißen auch noch die zwei Spieler Willy Gropp und Rudolf Wlassny vom FDGB-Pokalsieger 1950, der BSG Stahl Thale, neu unter Vertrag genommen. Der fast 2 m große Angreifer debütierte am Rundenstarttag, den 24. August 1952, bei einem 3:1-Heimspielerfolg gegen Werder Bremen in der Oberliga Nord. Trainer Friedo Dörfel hatte den VfB-Angriff mit Kurt Müller, Günther Herzberg, Nebelung, Gropp und Heinz Patzig ins Rennen geschickt. Gropp und Nebelung erwiesen sich während der Saison als klare Verstärkungen für die VfB-Offensive und erzielten 22 der 46 Rundentore für die Grün-Weißen vom Stadion an der Lohmühle. Mit 28:32 Punkten belegte der VfB um die Defensiv-Leistungsträger Albert Felgenhauer, Horst Kiow und Karl-Heinz Schröder den 11. Rang und hielt damit die Klasse.
Vor dem zweiten Jahr von Nebelung beim VfB Lübeck, 1953/54, waren zwar die Abgänge von Gropp, Herzberg und Kurt Müller zu verkraften, welche aber mit den Neuzugängen Reinhold Ertel und Kurt Röwe zu ersetzen versucht wurde. Die Runde verlief aber völlig enttäuschend. Nebelung bestritt 28 Ligaspiele und erzielte fünf Tore; mit 33 Treffern stellte der VfB aber eine schwache Offensive und konnte auch nicht mit den erhaltenen 59 Gegentreffern sich als ligatauglich ausweisen. Mit 23:37 Punkten stieg der VfB als 15. in das Amateurlager ab. Die sieglose Serie vom 27. Dezember 1953 (0:2 gegen Hannover 96) bis 14. März 1954 (2:3 beim späteren Mitabsteiger Victoria Hamburg) dokumentiert die Schwäche der Grün-Weißen in dieser Saison. Nebelung nahm zur Folgerunde 1954/55 ein Angebot von Mainz 05 an und wechselte nach Rheinhessen in die Oberliga Südwest.

### Mainz 05, 1954 bis 1958
Nebelung startete mit Nullfünf am 8. August 1954 mit einer 1:2-Auswärtsniederlage beim FV Speyer in die Oberliga Südwest. Er lief auf Halblinks an der Seite von den Angriffskollegen Bernhard Christ, Josef Meinhardt, Werner Sommer und Karl-Heinz Wettig auf. Durch sein unbestrittenes Oberligavermögen und seine Vielseitigkeit fand er sich im Verlauf der Runde im damaligen WM-System auf verschiedenen Positionen in der Mainzer Formation wieder: Halblinks (8 Spiele), linker Außenläufer (10 Spiele) und am Schluss der Runde in 11 Ligabegegnungen als Mittelläufer und Chef der Abwehr. Im Lauf der Runde löste Gerd Higi den erfolglosen Emil Izsó als Trainer ab und als Josef Amadori Anfang Februar 1955 seinen Vertrag kündigte, übertrug Higi Nebelung die Aufgabe des Mittelläufers. Erst am vorletzten Spieltag stellten die Nullfünfer den Klassenerhalt sicher, durch ein völlig unerwartetes 3:2 beim Endrunden-Aspiranten TuS Neuendorf. Der Neuzugang aus Lübeck hatte in 29 Ligaspielen (1 Tor) seine Qualitäten gezeigt und war zu einem der Publikumslieblinge im Bruchwegstadion geworden.
In seine zweite Mainzer Saison, 1955/56, ging Nebelung als unumstrittener Leistungsträger. Er sollte nicht nur der Defensive als Mittelläufer Halt geben, auch spielerische Impulse für das Aufbauspiel wurden dem versierten Techniker mit Routine zugetraut. Einen schweren Rückschlag gab es aber schon am dritten Spieltag, einem Heimspiel am 11. September 1955 gegen den FK Pirmasens: Der neue Stammtorwart Otto Schedler fiel bei einem Eckball in der 35. Spielminute so unglücklich auf das Knie von Mittelläufer Hans Nebelung, dass diesem der Meniskus riss und er ausscheiden musste. Er kehrte in der laufenden Runde nicht mehr aufs Spielfeld zurück und auch ein Comebackversuch im folgenden Sommer scheiterte. Erst nach zweieinhalbjähriger Verletzungspause nahm der Stopper im März 1958 mit 34 Jahren wieder das Training auf. Der Publikumsliebling schaffte es aber nicht mehr, in die Mannschaft zurückzukommen.
Der bei den Mainzer Panzerwerken beschäftigte Nebelung verbrachte in späteren Jahren seinen Lebensabend in Mainz-Gonsenheim und entwickelte dort auch seine neue Leidenschaft für den Tischtennissport. Bei der TGM Gonsenheim spielte er aktiv bis zum 80. Lebensjahr mit dem kleinen Ball und verfolgte aus der Distanz seine Nachfolger auf dem großen Spielfeld.